# Albatros H.I
Die Albatros (DVL) H.1 war ein einsitziges, einmotoriges Höhenversuchsflugzeug der Albatros Flugzeugwerke GmbH Berlin-Johannisthal von 1926, das auf Basis der D.IV der Siemens-Schuckert-Werke (SSW) entstand. Wegen zu großer Weichheit der Tragflächen kam es nicht zum Flug.

## Geschichte
Das Versuchsflugzeug entstand 1926 auf Anregung Martin Schrenks im Auftrag der DVL bei Albatros in Berlin-Johannisthal. Als Grundlage diente das Höhenjagdflugzeuges Siemens-Schuckert D.IV, von dem ein Prototyp den Krieg überstand. Die entstandene Maschine erhielt die neue Seriennummer 10114.
Bei statischen Tests und Rollversuchen wurden Defizite in der Festigkeit der Tragfläche festgestellt und deshalb von einem Flugversuch Abstand genommen.
Nach Abbruch der Tests gelangte das einzig gebaute Exemplar in die Deutsche Luftfahrtsammlung Berlin, nach Schließung dieser Ausstellung 1941 wegen der Kriegsereignisse 1945 demontiert ausgelagert. 1963 gelangte es in das Polnische Luftfahrtmuseum in Krakau. Vorhanden sind dort der Rumpf mit Leitwerk und Fahrgestell, der Motor samt Luftschraube.

## Konstruktion
Die H.I war ein Doppeldecker mit Normalleitwerk, zweirädrigem gefedertem Hauptfahrwerk und Schleifsporn. Die Tragflächenspannweite der D.IV wurde von 8,30 auf 12,56 Meter vergrößert und durch N-förmige Verstrebungen gestützt, das abgespannte Seiten- und Höhenleitwerk modifiziert. Bei der Firma Heine entstand ein spezieller 3,68 Meter langer Holzpropeller.

## Technische Daten
| Kenngröße             | Daten                       |
| --------------------- | --------------------------- |
| Besatzung             | 1                           |
| Länge                 | 5,70 m                      |
| Spannweite            | 12,56 m                     |
| Höhe                  | 3,20 m                      |
| Flügelfläche          | 14,4 m²                     |
| Flügelstreckung       |                             |
| Nutzlast              |                             |
| Leermasse             |                             |
| max. Startmasse       |                             |
| Höchstgeschwindigkeit |                             |
| Dienstgipfelhöhe      |                             |
| Reichweite            |                             |
| Triebwerk             | Sh.III, 160 PS (ca. 120 kW) |